# Шваббрук
Шваббрук (нім. Schwabbruck) — громада в Німеччині, розташована в землі Баварія. Підпорядковується адміністративному округу Верхня Баварія. Входить до складу району Вайльгайм-Шонгау. Складова частина об'єднання громад Альтенштадт.
Площа — 7,34 км2. Населення становить 978 ос. (станом на 31 грудня 2020).